# 아마노가와 키라라
아마노가와 키라라(일본어: 天ノ川 きらら, 한국명: 유은하)는 토에이 애니메이션 제작의 애니메이션《Go! 프린세스 프리큐어》에 등장하는 가공의 인물이다. 애니메이션에서 목소리를 연기한 성우는 일본판은 야마무라 히비쿠, 한국판은 유보라이다.

## 프로필
※ 일본판 / 한국판 順
| 아마노가와 키라라 / 유은하 | 아마노가와 키라라 / 유은하 |
| -------------------------- | -------------------------- |
| 성별                       | 여자                       |
| 생일                       | 9월 12일                   |
| 별자리                     | 처녀자리                   |
| 신분                       | 학생                       |
| 소속                       | 성 노블학원                |
| 변신명                     | 큐어 트윙클(Cure Twinkle)  |
| 상징색                     | 노란색                     |
| 상징속성                   | 별                         |
| 등장 프리큐어 시리즈       | Go! 프린세스 프리큐어      |

## 인물소개
성 노블학원 중등부 1학년생으로 하루노 하루카와 동갑이지만 하루카보다 큰 키와 어른스러운 외모로 꾸미기 좋아하는 멋쟁이 소녀.
인기있는 모델로 잡지나 패션쇼에 나오느라 매일 바쁜 일정을 보내고 있다. 자유분방한 성격이며 톱 모델이 되겠다는 꿈을 이룰려는 뚝심을 갖고 있다. 
항상 밝고 호쾌한 성격이며 눈물을 보인 적이 없는 강한 정신력의 소유자이다.
사교성이 뛰어나고 상대방의 별명을 부르기 좋아하여 하루카를 하루하루, 카이도 미나미를 미나밍, 아카기 토와를 토왓치, 나나세 유이를 유이유이, 아케보시 카린을 린린이라고 부른다.
패션쇼를 엉망진창해놓은 제츠보그와 자신의 꿈을 무시한 클로즈에게 화가나서 자신의 꿈은 밤하늘의 별처럼 정상에서 빛날 거라며 당당하게 반박하며 혼내주려는 의미로 별의 프리큐어 큐어 트윙클로 각성한다. 그리고 드레스 키를 돌려주면서 처음에는 다른 프리큐어들과의 합류를 거절하였다. 이유는 모델 일정으로 바쁘기 때문. 그러다가 나중에 가서야 하루카 일행의 응원으로 오디션에 합격하면서 자신의 꿈을 이해해준 하루카 일행에 고마움을 느끼며 프리큐어를 함께하기로 한다.
도너츠나 케이크 등 달달한 것을 좋아한다.

## 큐어 트윙클
반짝이는 별의 프린세스! 큐어 트윙클!
아마노가와 키라라가 프리큐어로 변신한 모습. 노란색과 보라색을 조합한 스타일이며 아래로 묶은 트윈테일로 나온다. 

### 전투 기술

#### 변신용 드레스 업 키
- 모드 엘레강트

#### 엘레강트 드레스 업 키
- 모드 엘레강트 로즈

#### 미라클 드레스 업 키
- 모드 엘레강트 루나

#### 프리미엄 드레스 업 키
- 프리미엄 드레스 슈팅 스타

#### 그랑 프린세스 키
- 그랑 프린세스